# Autoroute A45 (France)
Pour les articles homonymes, voir A45.
L’autoroute A45 était un projet d'autoroute française lancé en 1993 mais abandonné en octobre 2018.
Depuis 1993 et les premières études, le projet est resté longtemps à l'arrêt, dans l'attente de la procédure de choix d'un concessionnaire. Les acteurs locaux reprochant à l'État son immobilisme, l'État reprochant aux acteurs locaux leurs disputes, le dossier reste au point mort jusqu'à son abandon en 2018.

## Histoire
À l’origine, l’A45 reliait Pierre-Bénite à Brignais par une section initialement construite à deux voies puis passée à 2 × 2 voies. Cette section est devenue l’A450. Une amorce de ce tronçon a été déclarée d’utilité publique en 1962.
Les premières études de faisabilité du projet sont menées à partir de 1993 (les études préliminaires entre 1995 et 1996, soumises à la concertation en 1997), et les études d'avant-projet sommaire, de 1999 à novembre 2005. L'enquête publique de l'A45 a lieu entre le 24 novembre 2006 et le 20 janvier 2007. Le 17 juillet 2008, après le grenelle de l'environnement et contrairement à ses conclusions qui prévoyaient l'arrêt des projets autoroutiers interurbains, le ministre de l'Écologie et de l'Aménagement du Territoire, Jean-Louis Borloo, déclare le projet de l'autoroute A45 d'utilité publique.
Le 16 novembre 2011, le département de la Loire et la communauté de l'agglomération de Saint-Étienne ont confirmé leur accord pour financer une partie du projet de l'autoroute A45.
Le 6 décembre 2011, Bernard Bonne, président du conseil général de la Loire, et Maurice Vincent, président de Saint-Étienne Métropole, ont demandé à être reçus par le Premier ministre pour discuter de l'A45 et plaider pour le lancement de la procédure d'appel à la concession.
L'appel à candidatures a été officiellement passé le 25 avril 2012, en fin de quinquennat. Le nouveau gouvernement ne s'est pas prononcé sur les suites du projet (un appel d'offres est nécessaire pour choisir le concessionnaire). La question du financement du manque à gagner pour le concessionnaire demeure un point bloquant du projet (montant et répartition entre les collectivités locales et l'État).
En 2015, le dossier se débloque pour aboutir au choix du concessionnaire, la société Vinci Autoroutes, qui construira l'A45 et l'exploitera pendant 55 ans avec un péage. Cette nouvelle autoroute devrait suppléer l'A47 réputée obsolète et accidentogène. Les prévisions de trafic font apparaître un besoin de subvention pour équilibrer les comptes du concessionnaire, pour qui les péages ne couvriront pas les coûts de construction et d'exploitation : 930 à 1 065 M€ (valeur 2005) nécessaires d'après l'avant-projet sommaire (dont 85 millions pour l'aménagement de l'A47 et 37 M€ pour celui de l'A450), les études d'avant-projet détaillé n'ayant toutefois pas encore été conduites.
Le 20 avril 2016, le secrétaire d'État chargé des transports Alain Vidalies annonçait le choix du groupe Vinci par sa filiale Vinci Autoroutes pour la réalisation et l'exploitation pendant 55 ans de la future autoroute à péage de près de cinquante kilomètres, dont la mise en service est prévue pour 2022. Le projet est évalué à 1,2 milliard d'euros, le concessionnaire bénéficiera d'une subvention d'équilibre de 845 millions d'euros prise en charge à hauteur de 50 % par l'État (422,5 millions), tandis que trois collectivités se partageront un montant équivalent.
En septembre 2016, des élus EELV lancent une bataille auprès du Tribunal Administratif de Lyon pour faire annuler les décisions des collectivités locales et régionales sur le sujet,.
En février 2018, le conseil d'orientation des infrastructures, dans un rapport (souvent appelé rapport Duron, du nom de son président Philippe Duron) propose au gouvernement de suspendre le projet. L'État entend privilégier une « alternative acceptable pour tous ».
Finalement le 17 octobre 2018, la ministre des Transports Élisabeth Borne déclare l'abandon du projet et souhaite privilégier « des solutions alternatives routières et ferroviaires ».

## Présentation du projet

### Alternative à l’A47
L'autoroute A45 concerne le projet de doublement de l'autoroute A47 entre Saint-Étienne et Lyon de 40 kilomètres, plus précisément entre La Fouillouse et Pierre-Bénite, dans l'agglomération lyonnaise.
Ce projet a été confirmé à la suite d’un débat public en 1993 et 1994, nouvelle procédure mise en place après la dénonciation du manque de concertation préalable aux prises de décisions par les pouvoirs publics relatives à la LGV Méditerranée. Ce débat conclut à l’absence de pertinence du projet d’élargissement de l’autoroute A47 (difficulté d’élargir la traversée de Givors et de Rive-de-Gier), et mit en lumière l'absence d’alternative en cas d’accident grave (pas de route rapide parallèle pour relier ces nombreuses agglomérations), et le trafic élevé de l’A47. L’A47 est en effet le seul axe de circulation rapide entre Lyon et Saint-Étienne, avec pour handicap des caractéristiques géométriques médiocres (courbes serrées, traversée de zones urbaines denses, bretelles courte) bien que certaines sections aient été rénovées ou modifiées. Si ces problèmes sont en partie dus au relief et ne seront pas totalement corrigés par l’A45, ils s'expliquent surtout par l'âge de l’autoroute, construite parmi les premières de France.
Cinq points d’échange ont été définis par la décision ministérielle du 12 février 1999 : La Fouillouse (A72), Vallée d’Onzon (D 3 et nord de Saint-Étienne), Saint-Chamond (A47), Rive-de-Gier (A47 et D 342 ex-D 42), Brignais (D 386 ex-N 86).
Le projet A45, dont le coût a été estimé (euros 2008) entre 1,2 (A45 seule, avec quatre tunnels et onze viaducs) et 1,8 milliard d'euros HT (avec les aménagements complémentaires : contournement ouest de Saint-Étienne (COSE), réaménagement de l’A47, aménagements de l’A450) devrait être concédé à une société autoroutière (non déterminée) moyennant le financement de péage, lequel sera à système ouvert. À la demande de Jean-Louis Borloo en 2009, les collectivités territoriales apporteraient une subvention d'équilibre comprise entre 520 et 700 millions d’euros.
Il a également pour objectif de renforcer le dynamisme de l'agglomération stéphanoise et d'offrir une alternative à l'A47, saturée (le dossier d'enquête publique ne traite pas cependant de la question de l'arrivée à Lyon, hors du périmètre du projet), considérée comme accidentogène (les chiffres repris dans le dossier d'enquête publique indiquent toutefois qu'il n'y a pas plus d'accidents corporels sur l'A47 que sur les autres autoroutes, par unité de trafic) et dont les équipements sont réputés obsolètes, bien que l’A47 existante entre Givors et Saint-Chamond continuera à être aménagée après l’ouverture de l’A45 comme cela a déjà été fait en amont de Saint-Chamond lorsque Saint-Étienne a été retenue pour les matchs de la coupe du monde de football 1998.
La réalisation récente de l'A89 (Lyon-Balbigny, où elle se connecte à l'A72 Clermont-Ferrand - Saint-Étienne) devrait permettre de soulager l'A47 d'une partie de son trafic en proposant un trajet plus direct vers ou depuis le Nord du Massif Central (Clermont Ferrand, etc.). Cela repose la question de l'opportunité du projet, sur laquelle le nouveau gouvernement ne s'est pas prononcé. En attendant, les discours restent passionnés chez les défenseurs comme chez les opposants du projet. Ces derniers — notamment les riverains des zones traversées par le projet — contestent l'opportunité du projet d'un point de vue écologique, économique et social.
Il est ainsi craint que le projet, qui facilite le transport entre deux pôles, profite mécaniquement au pôle le plus important, ici Lyon. Cependant, il a été démontré qu'une autoroute reliant deux grandes villes a bien un impact économique positif sur les deux, même si l'impact est plus important pour la plus forte. L'impact écologique est également critiqué (zones naturelles traversées par le projet).
À l'inverse, les défenseurs du projet prônent les mécanismes liant infrastructures de transport et développement économique. Selon eux, la mutualisation des échanges entre les deux métropoles sera facilitée grâce à cette autoroute. Cela permettrait ainsi un accroissement de l'activité économique notamment pour la ville de Saint-Étienne, qui ayant connu des difficultés, pourrait alors profiter de l'effet « désenclavement » apporté par cette nouvelle autoroute. Le chantier emploiera de plus 1 700 personnes. Aujourd'hui, il a été estimé que 500 millions d'euros sont perdus chaque année dans les bouchons de l'A47 en heures perdues, somme qui sera économisée grâce à l'A45. Pour les défenseurs du projet, aucune alternative n'existe : ferroviaire saturé, réhabilitation de l'A47 impossible (dix ans de travaux donc autant de bouchons).

### Situation actuelle des environs du projet
L’itinéraire Lyon - Saint-Étienne est un des axes routiers principaux de la région Rhône-Alpes. L’autoroute A47 présente un trafic moyen (76 700 véhicules par jour en 2009).

## Son parcours
Tracé qui était prévu[réf. nécessaire] :
- 6 : Saint-Genis-Laval
- 7 : Brignais, Francheville
- 8 : Mornant, Givors
- 9 : Rive-de-Gier
- 10 :  Échangeur entre A47 et A45 : Le Puy-en-Velay, Saint-Chamond, Cellieu
- 11 : La Talaudière
- Échangeur entre A72 et A45

En novembre 2006, il était prévu que l’A45 traverserait quatre tunnels : celui des Bruyères (1 100 m), celui de Lavoué (600 m), celui du Crêt-Até (1 400 m) et le tunnel de la Mouille (600 m). Le coût total avait alors été estimé à 250 millions d'euros[réf. nécessaire], soit environ un quart du budget total.

## Controverses
Certaines associations se mobilisent contre ce projet qu'elles jugent inadapté aux besoins actuels et contraire aux intérêts environnementaux. Elles prônent d'autres solutions qu'elles estiment respectueuses du développement durable et de l'environnement :
- l’amélioration de la ligne ferroviaire de Saint-Étienne à Lyon ;
- le développement des transports collectifs ;
- la réhabilitation de l’A47 existante ;
- la promotion de la commercialisation des produits locaux pour réduire les transports inutiles.

Au cours de l'enquête publique, plusieurs scénarios ont été exposés, parmi lesquels la reconfiguration de l'A47 existante, la construction de l'A45 et l’amélioration de la voie ferrée Saint-Étienne - Lyon.
Les critiques de ce scénario reposent sur le fait que les transports en commun actuels de Lyon sont déjà plus compétitifs entre l'approche de Lyon et les deux centres (la Presqu'Île et la Part-Dieu) que l'automobile (l'arrivée de l'A45 se fera sur un tronçon déjà bouché). Par ailleurs, l'évaluation officielle d'avant-projet montre que la réalisation de l'A45 entrainera une baisse de la part de la voie ferrée.